# Championnat de Roumanie de football 1966-1967
Navigation
Saison précédente Saison suivante
La saison 1966-1967 du Championnat de Roumanie de football est la 49e édition de la première division roumaine. Le championnat rassemble les 14 meilleures équipes du pays au sein d'une poule unique, où chaque club rencontre tous ses adversaires deux fois, à domicile et à l'extérieur.
C'est le club du FC Rapid Bucarest qui termine en tête du championnat et remporte le premier titre de champion de Roumanie de son histoire.

## Les 14 clubs participants
| - Dinamo Bucarest - Politehnica Timișoara anc. Știința Timisoara - FC Petrolul Ploiești - Steaua Bucarest - FC Progresul Bucarest - Promu de Divizia B - Steagul Roșu Orașul Brașov - Farul Constanța | - UT Arad - Dinamo Pitești - Universitatea Cluj anc. Știința Cluj - FC Rapid Bucarest - Universitatea Craiova anc. Știința Craiova - CSMS Iași - SC Jiul Petroșani - Promu de Divizia B |

## Compétition

### Classement
Le classement est établi en utilisant le barème suivant :
- Victoire : 2 points
- Match nul : 1 point
- Défaite, forfait ou abandon : 0 point

| Rang | Équipe                     | Pts | J  | G  | N  | P  | Bp | Bc | Diff |
| ---- | -------------------------- | --- | -- | -- | -- | -- | -- | -- | ---- |
| 1    | FC Rapid Bucarest          | 34  | 26 | 13 | 8  | 5  | 39 | 21 | +18  |
| 2    | Dinamo Bucarest            | 32  | 26 | 13 | 6  | 7  | 38 | 23 | +15  |
| 3    | Universitatea Craiova      | 30  | 26 | 13 | 4  | 9  | 38 | 32 | +6   |
| 4    | Farul Constanța            | 29  | 26 | 11 | 7  | 8  | 38 | 36 | +2   |
| 5    | Steaua Bucarest (C)        | 26  | 26 | 10 | 6  | 10 | 36 | 28 | +8   |
| 6    | Universitatea Cluj         | 26  | 26 | 9  | 8  | 9  | 31 | 30 | +1   |
| 7    | Steagul Roșu Orașul Brașov | 26  | 26 | 10 | 6  | 10 | 31 | 37 | -6   |
| 8    | SC Jiul Petroșani (P)      | 25  | 26 | 11 | 3  | 12 | 41 | 32 | +9   |
| 9    | FC Petrolul Ploiești (T)   | 25  | 26 | 9  | 7  | 10 | 25 | 26 | -1   |
| 10   | FC Progresul Bucarest (P)  | 24  | 26 | 9  | 6  | 11 | 29 | 34 | -5   |
| 11   | UT Arad                    | 24  | 26 | 7  | 10 | 9  | 31 | 36 | -5   |
| 12   | Dinamo Pitești             | 23  | 26 | 10 | 3  | 13 | 34 | 41 | -7   |
| 13   | CSMS Iași                  | 21  | 26 | 7  | 7  | 12 | 30 | 53 | -23  |
| 14   | Politehnica Timișoara      | 19  | 26 | 6  | 7  | 13 | 33 | 45 | -12  |

|  | Qualifié pour la Coupe des clubs champions 1967-1968  |
|  | Qualifié pour la Coupe des Coupes 1967-1968           |
|  | Qualifié pour la Coupe des villes de foires 1967-1968 |
|  | Relégation en Divizia B                               |

## Bilan de la saison
| Tableau d'Honneur                   |                   |
| Compétition                         | Vainqueur         |
| Championnat de Roumanie de football | FC Rapid Bucarest |
| Coupe de Roumanie de football       | Steaua Bucarest   |

| Qualifications européennes           |                                     |
| Compétition                          | Qualifié                            |
| Coupe des clubs champions 1967-1968  | FC Rapid Bucarest                   |
| Coupe des Coupes 1967-1968           | Steaua Bucarest                     |
| Coupe des villes de foires 1967-1968 | FC Petrolul Ploiești Dinamo Pitești |

| Promotions et relégations |                                 |
| Promus en Divizia A       | Dinamo Bacău ASA Târgu Mureș    |
| Relégués en Divizia B     | CSMS Iași Politehnica Timișoara |